# Gnophos ainuaria
Gnophos ainuaria är en fjärilsart som beskrevs av Max Joseph Bastelberger 1909. Gnophos ainuaria ingår i släktet Gnophos och familjen mätare. Inga underarter finns listade i Catalogue of Life.